# ناحیه اوانجلین، میشیگان
ناحیه اوانجلین (به انگلیسی: Evangeline Township) یک منطقهٔ مسکونی در ایالات متحده آمریکا است که در شهرستان شارلووی، میشیگان واقع شده‌است.
 ناحیه اوانجلین  ۷۱۲ نفر جمعیت دارد و ۲۹۰ متر بالاتر از سطح دریا واقع شده‌است.